# Глан Наталія Олександрівна
Наталія Олександрівна Глан (уроджена Ржепішевська, 4 (17) січня 1904, Харків, Російська імперія — 12 вересня 1966, Москва, СРСР) — радянський хореограф, танцівниця, актриса. Як хореограф у 1920-і роки створила новий естрадний танець, в якому поєднала гротесковий малюнок рухів з побутовими жестами. Працювала з найбільшими театральними режисерами свого часу — Олександром Таїровим, Всеволодом Мейєрхольдом, Борисом Покровським.

## Життєпис
Наталія Ржепішевська (Глан) народилася у Харкові в родині архітектора Олександра Ржепішевського.
Займалася в багатьох танцювальних студіях, зокрема, в студії Лева Лукіна. Дебют Глан як хореографа відбувся у 1924 р. у концертній програмі танцювальних номерів на музику Фредеріка Шопена на сцені московського Камерного театру. У своїй першій постановці Глан використовувала засоби пластичного танцю та ексцентрики. Деякі з цих танців були перенесені потім на естраду («Галантерейний» Е. Мея, «Репортер» Олександра Румнева, «Естрадна співачка» Галини Шаховської).
Сприйнявши стилістику Миколи Фореггера, у своїй хореопантомимі на музику Юрія Мілютіна «Іван Маляр та чотири франта» у виконанні хореографічного відділення Технікуму сценічних мистецтв, Глан у кількох сатиричних, памфлетно-танцювальних сценках вивела на естраду типи сучасної вулиці — торговок, міліціонерів, безпритульних.
Глан поставила танці у спектаклях Олександра Таїрова «День і ніч» (1926), «Любов під в'язами» (1926), створила пластику у прем'єрній виставі Всеволода Мейєрхольда «Клоп» за п'єсою Володимира Маяковського (1929).
На початку 1930-х років працювала у московському та ленінградському мюзик-холах. Глан ставила танці у спектаклях «Як 14-а дивізія до раю йшла», «Під куполом цирку» та ін.
Танцям Глан, за зауваженням російського балетоведа Наталії Шереметьєвської, був притаманний «гострий гротесковий малюнок рухів у поєднанні з побутовими жестами». Вона «заперечувала танцювальну техніку як самоціль, прагнучи підпорядкувати її сценічній образності».
У 1926 р. Глан зіграла головну роль в першому фільмі свого чоловіка Бориса Барнета і Федіра Оцепа «Міс Менді»
Так само, як і її сестра Галина Шаховська, Наталія Глан дружила з Любов'ю Орловою.
В останні роки життя була асистентом оперного режисера Бориса Покровського у Великому театрі. Померла у Москві. Урна з прахом похована на Новому Донському кладовищі .

### Родина
- Батько — Олександр Іванович Ржепішевський (1879—1930), український архітектор[2].
- Сестра — Галина Олександрівна Шаховська (уроджена Ржепішевська, 1908—1995), радянська танцівниця, балетмейстерка.
- Чоловік (розведені) — Борис Васильович Барнет (1902—1965), радянський кінорежисер і актор.

## Ролі у кіно
- Вівіан Менд, друкарка (головна роль) — «Міс Менд» (інша назва — Пригоди трьох репортерів, Б. В. Барнет, Ф. О. Оцеп, 1926)[4]
- Подруга Вірочки — «Шахова гарячка» (короткометражний, В. І. Пудовкін, М. Г. Шпиківський, 1925)[5]